# Xanthaciura excelsa
Xanthaciura excelsa es una especie de insecto del género Xanthaciura de la familia Tephritidae del orden Diptera.

## Historia
Aczel la describió científicamente por primera vez en el año 1950.